# Cărăpcești
Cărăpcești – wieś w Rumunii, w okręgu Gałacz, w gminie Corod. W 2011 roku liczyła 781 mieszkańców.